# Червеноуха юхина
Червеноухата юхина (Yuhina castaniceps) е вид птица от семейство Коприварчеви (Sylviidae).

## Разпространение
Видът е разпространен в Бангладеш, Бутан, Индия, Китай, Мианмар, Непал и Хонконг.